# Björketorps landskommun
Björketorps landskommun var en tidigare kommun i dåvarande Älvsborgs län. Kommunhuset låg i Rävlanda.

## Administrativ historik
När 1862 års kommunalförordningar började gälla inrättades över hela landet cirka 2 400 landskommuner, de flesta bestående av en socken. Därutöver fanns 89 städer och 8 köpingar, som då blev egna kommuner. Denna kommun bildades då i Björketorps socken i Bollebygds härad i Västergötland.
Björketorp påverkades inte av kommunreformen 1952 utan kvarstod som egen kommun till 1971, då området gick upp i nybildade Härryda kommun och därmed överfördes till dåvarande Göteborgs och Bohus län.
Kommunkoden 1952–1970 var 1536.

### Kyrklig tillhörighet
I kyrkligt hänseende tillhörde kommunen Björketorps församling.

## Geografi
Björketorps landskommun omfattade den 1 januari 1952 en areal av 92,75 km², varav 85,81 km² land.

### Tätorter i kommunen 1960
| Tätort   | Folkmängd |
| -------- | --------- |
| Hindås   | 559       |
| Rävlanda | 410       |

Tätortsgraden i kommunen var den 1 november 1960 38,3 procent.

## Politik

### Mandatfördelning i valen 1938-1966
| 9 | 2 | 4 | 6 |

| 20 |

| 9 | 5 | 7 |

| 20 |

| 1 | 8 | 6 | 2 | 4 |

| 20 |

| 8 | 4 | 4 | 5 |

| 20 |

| 11 | 5 | 6 | 8 |

| 28 |

|  | 11 | 6 | 4 | 8 |

| 27 |

|  | 11 | 6 | 6 | 6 |

| 27 |

|  | 10 | 6 | 5 | 8 |

| 27 |